# حلقه قفل‌شده فاز
حلقه قفل‌شدهٔ فاز (به انگلیسی: Phase Locked Loop) یا (اختصاری PLL) پی‌اِل‌اِل یک سیستم کنترلی الکترونیکی است که یک موج سینوسی یا مربعی با فرکانس و فاز معین و پایدار، متناسب با ورودی یا مرجع می‌سازد. رفتار غیرخطی فاز قفل شده به‌طور کلی منبع اصلی مسائل ناپایداری است.
حلقه قفل‌شدهٔ فاز چندین نوع دارد؛ ساده‌ترینِ آن مداری الکترونیکی از یک نوسان‌گر با فرکانس متغیر و یک آشکارساز فاز در یک حلقه بازخورد است. فرکانس و فاز نوسان‌گر، از سوی یک ولتاژ اعمال‌شده به آن و متناسب با آن کنترل می‌شود، ازاین‌رو نوسان‌گر کنترل‌شده با ولتاژ (VCO) نامیده می‌شود. نوسان‌گر یک سیگنال تناوبی با فرکانس خاص تولید می‌کند و آشکارساز فاز، فاز آن سیگنال را با فاز سیگنال تناوبی ورودی مقایسه می‌کند تا نوسان‌گر را طوری تنظیم کند که فازها مطابقت پیدا کنند.
قفل نگه‌داشتن فاز خروجی با ورودی، ثابت نگه‌داشتن فرکانس خروجی با ورودی را نیز لازم می‌دارد. درنتیجه، یک حلقه قفل‌شدهٔ فاز، افزون برهم‌فازساختن ورودی و خروجی، فرکانس ورودی را نیز دنبال می‌کند، یا فرکانس‌هایی تولید می‌کند که مضربی از فرکانس ورودی است. از این ویژگی، در دمدولاسیون، سنتز فرکانس، و هم‌فازساختن کلاک سیستم‌های دیجیتال استفاده می‌شود.

مدل ساده‌ترین پی‌ال‌ال آنالوگ.

پی‌ال‌ال در ساختار خود، آشکارساز فاز شامل فیلتر پایین‌گذر و ضرب‌کننده، نوسان‌گر کنترل‌شده با ولتاژ، حلقه بازخورد منفی، و در برخی کاربردها، تقسیم‌کنندهٔ فرکانس دارد.
حلقه قفل‌شدهٔ فاز در رادیو، مخابرات، سیستم‌های دیجیتال و رایانه، و … فراوان استفاده می‌شود. آن را می‌توان برای دمدولاسیون سیگنال، بازیابی سیگنال از یک کانال مخابراتی نویزی، تولید فرکانس پایدار در مضارب فرکانس ورودی (سنتز فرکانس)، یا توزیع پالس ساعت (کلاک) دقیق در مدارهای دیجیتال مانند ریزپردازنده‌ها استفاده کرد.
ازآنجاکه امروزه یک حلقه قفل‌شدهٔ فاز کامل را می‌توان به‌صورت یک مدار مجتمع پیاده کرد، این فّن در دستگاه‌های الکترونیکی نوین با فرکانس‌های خروجی از کسری از هرتز تا چندین گیگاهرتز، فراوان استفاده می‌شود.

## تاریخچه
تحقیقات اولیه دربارهٔ حلقه قفل‌شده فاز به ۱۹۳۲ برمی‌گردد؛ زمانی که محققان بریتانیایی برای گیرنده سوپرهترودین ادوین آرمسترانگ، روش دیگری، یعنی گیرنده تبدیل-مستقیم هوموداین (به انگلیسی: Homodyne) را توسعه دادند. در گیرنده هوموداین (یا سینکروداین)، نوسان‌ساز محلی، موج سینوسی هم‌فرکانس و هم‌فاز با حامل سیگنال ورودی تولیدمی‌کند، که در سیگنال ورودی ضرب می‌شود و حاصل آن فیلتر (پایین‌گذر) می‌شود.

## ساختار
حلقه قفل‌شده فاز، ممکن است آنالوگ یا دیجیتال پیاده شود، گرچه هر دو ره‌یافت از یک ساختار اصلی بهره می‌برند.
حلقه قفل‌شده فاز آنالوگ، چهار بخش اساسی دارد:
- آشکارساز فاز
- فیلتر پایین‌گذر
- نوسان‌گر کنترل‌شده با ولتاژ
- مسیر بازخورد، که ممکن است شامل یک تقسیم‌کننده فرکانس هم باشد.

## قیاس مکانیکی
میزان کردن کشش سیم پیانو یا سنتور را می‌توان با عملکرد حلقه قفل‌شدهٔ فاز مقایسه کرد. با یک دیاپازون یا لوله تنظیم (به انگلیسی: Pitch pipe) به عنوان فرکانس مرجع، کشش سیم تنظیم می‌شود تا اینکه دیگر فرکانس ضربه‌ای شنیده نشود.

## انواع

#### دیجیتال
پی‌ال‌ال دیجیتال اغلب به عنوان سینتی‌سایزر(ترکیب‌کننده) کلاک اصلی، مثلاً برای میکروپروسسور بکار می‌رود. ساختار یک پی‌ال‌ال دیجیتال، شبیه پی‌ال‌ال آنالوگ (و گاهی ساده‌تر از آن) است. سازوکار کنترل در پی‌ال‌ال دیجیتال به صورت یک ماشین حالت محدود است. پی‌ال‌ال دیجیتال دارای یک نوسان‌ساز کریستالی، شمارنده (بالا و پایین رونده) و مقایسه‌کننده فاز (گیت XOR) است.

#### آنالوگ
پی‌ال‌ال آنالوگ به‌طور کلی از یک آشکارساز فاز، فیلتر پایین‌گذر و نوسان‌ساز کنترل‌شده با ولتاژ (VCO) ساخته‌شده که در حلقه بازخورد منفی قرار دارند. ممکن است در مسیر بازخورد، در مسیر مرجع، یا هر دو یک تقسیم‌کننده فرکانس هم باشد، تا فرکانس کلاک خروجی پی‌ال‌ال را در عددی صحیح ضرب یا تقسیم کند.

## آشکارساز فاز
آشکارساز فاز، ولتاژی تولید می‌کند که متناسب با اختلاف فاز دو سیگنال است. در یک پی‌ال‌ال، دو ورودی آشکارساز فاز، ورودی مرجع و بازخورد از VCO هستند. ولتاژ خروجی آشکارساز فاز برای کنترل VCO استفاده می‌شود، به‌طوری که اختلاف فاز دو ورودی ثابت نگه داشته می‌شود و آن را یک سیستم بازخورد منفی می‌کند.
آشکارسازهای فاز دارای ویژگی‌های عملکردی متفاوتی هستند. برای مثال، میکسر فرکانس، هارمونیک‌هایی تولید می‌کند که سیستم را در کاربردهایی که خلوص طیفی سیگنال VCO مهم است، پیچیده‌تر می‌کند.
در پی‌ال‌ال، اغلب لازم است بدانیم که چه زمانی حلقه از قفل خارج شده‌است. آشکارسازهای فرکانس فاز دیجیتال پیچیده‌تر معمولاً خروجی‌ای دارند که نشان‌دهنده وضعیت خروج از قفل است.
در پی‌ال‌ال دیجیتال اغلب یک گیت XOR به عنوان یک آشکارساز فاز مؤثر و ساده استفاده می‌شود. همچنین می‌توان آن را با تغییراتی اندک در پی‌ال‌ال آنالوگ استفاده کرد.

## نوسان‌ساز
حلقه قفل‌شدهٔ فاز، یک نوسان‌ساز با توانایی تولید فرکانس متغیر دارد، که می‌تواند یک نوسان‌ساز کنترل‌شده با ولتاژ آنالوگ یا یک نوسان‌ساز کنترل‌شده عددی (NCO) باشد.

## مسیر بازخورد و تقسیم‌کننده اختیاری
حلقه قفل‌شدهٔ فاز ممکن است برای تولید فرکانس دل‌خواه، دارای یک تقسیم‌کننده، که میان نوسان‌ساز و ورودی بازخورد به آشکارساز فاز قرار می‌گیرد، هم باشد. یک تقسیم‌کننده قابل‌برنامه‌ریزی به‌ویژه در فرستنده رادیویی مفید است، زیرا چندین فرکانس پایدار و دقیق را می‌توان با یک نوسان‌ساز کریستالی مرجع تولید کرد.
برخی از حلقه‌های قفل‌شدهٔ فاز دارای یک تقسیم‌کننده دیگر میان نوسان‌ساز مرجع و ورودی مرجع به آشکارساز فاز هستند. اگر تقسیم‌کنندهٔ مسیر بازخورد بر {\displaystyle N} و تقسیم‌کنندهٔ ورودی مرجع بر {\displaystyle M} تقسیم کنند، پی‌ال‌ال، فرکانس مرجع را در {\textstyle N/M} ضرب می‌کند. شاید ساده‌تر به نظر برسد که به پی‌ال‌ال فرکانس کمتری وارد کنیم، اما در برخی موارد ممکن است فرکانس مرجع از سوی مسائل دیگر محدود شود؛ بنابراین، به‌کاربردن تقسیم‌کننده مرجع مفید است.

## کاربردها
حلقه قفل‌شدهٔ فاز، فراوان برای هم‌زمان‌سازی به‌کار می‌رود؛ مثلاً برای بازیابی موج حامل، هم‌زمان‌سازی بیت و سیگنال. حلقه قفل‌شدهٔ فاز همچنین در دمدولاسیون سیگنال‌های مدوله‌شده فرکانسی، به‌کار می‌رود. حلقه قفل‌شدهٔ فاز در فرستنده و گیرنده رادیویی، فرکانس‌های پایداری را که مضربی از یک فرکانس مرجع و با آن هم‌فاز هستند، تولید می‌کند.

### بازیابی کلاک
برخی از رشته‌بیت‌ها (انگلیسی: bit stream)، به‌ویژه رشته‌بیت‌های اطلاعات ({\displaystyle 0,1}) با سرعت زیاد، مانند رشته‌بیت اطلاعات هنگام خواندن و نوشتن داده‌ها در درایو دیسک سخت)، بدون کلاک (پالس ساعت)، فرستاده می‌شوند. گیرنده، یک کلاک تولید می‌کند و سپس با یک حلقه قفل‌شدهٔ فاز، آن را با رشته‌بیت دریافت‌شده، هم‌فاز می‌کند. این فرایند بازیابی کلاک نامیده می‌شود. در این کار، رشته‌بیت دریافت‌شده باید تعداد کافی {\displaystyle 1} داشته باشد تا پی‌ال‌ال بتواند هر انحرافی (دریفت) در نوسان‌ساز خود را تصحیح کند.

### اُریب‌زدایی (Deskewing)
در ارسال دیجیتال داده‌ها، اگر کلاک، موازی با داده فرستاده شود، می‌توان از آن برای نمونه‌برداری از سیگنال باینری حامل داده‌ها استفاده کرد. ازآنجاکه کلاک باید پیش‌ازاین‌که به فلیپ‌فلاپ‌هایی که از سیگنال باینری دریافت‌شده نمونه برمی‌دارند اعمال شود، دریافت و تقویت شود، یک تأخیر (وابسته به فرایند، دما، و ولتاژ) میان لبهٔ کلاک و لبهٔ بیت‌های دریافت‌شده پدید می‌آید. یکی از راه‌های حذف این تأخیر، گنجاندن یک پی‌ال‌ال در گیرنده است، به‌طوری‌که کلاک فلیپ‌فلاپ با کلاک دریافت‌شده، هم‌فاز شود. در این کاربرد، از حلقهٔ قفل‌شدهٔ تأخیر (به انگلیسی: delay locked loop) (اختصاری DLL) استفاده می‌شود.

### تولید کلاک
بسیاری از سیستم‌های الکترونیک، پردازنده‌هایی دارند که در صدها مگاهرتز کار می‌کنند. رایج است که کلاک این پردازنده‌ها از پی‌ال‌ال تولیدکننده کلاک بیایند، که یک کلاک مرجع با فرکانس کم (معمولاً ۵۰ یا ۱۰۰ مگاهرتز) را تا فرکانس کاری پردازنده، چندین برابر می‌کند. در مواردی که فرکانس کاری چند گیگاهرتز و فرکانس مرجع، ده‌ها یا صدها مگاهرتز باشد، ضریب چندبرابرشدن می‌تواند بسیار بزرگ باشد.

### توزیع کلاک
کلاک مرجع به چیپ وارد شده و پی‌ال‌ال را تحریک می‌کند. توزیع کلاک معمولاً متوازن است به گونه‌ای که کلاک در هر نقطه پایانی به‌طور هم‌زمان می‌رسد. یک از نقاط پایانی، ورودی بازخورد پی‌ال‌ال است. تابع پی‌ال‌ال باید کلاک توزیع شده را با کلاک مرجع آمده، مقایسه کند و فاز و فرکانس خروجی اش را تغییر دهد تا اینکه کلاک مرجع و کلاک بازخورد، فاز و فرکانس منطبق با هم شده باشند. از دیدگاه نظریه کنترل، پی‌ال‌ال یک مورد خاص از «فیلتر کالمن» (Kalman) است.
پی‌ال‌ال‌ها در همه جا هستند؛ آن‌ها کلاک‌ها را به خوبی کلاکی که در قسمت‌های کوچکی از چیپ‌های منفرد توزیع می‌شوند، در سیستم‌ها پخش می‌کنند.
گاهی کلاک مرجع، اصلاً نمی‌تواند یک کلاک الگو باشد، بلکه یک رشته اطلاعاتی با انتقال کافی است که پی‌ال‌ال را قادر می‌سازد تا یک کلاک منظمی را از آن رشته، بازیابی کند. گاهی کلاک مرجع همان فرکانسی است که آن کلاک از طریق توزیع کلاک به‌دست آورده، کلاک‌های دیگر ناشی از کلاک توزیعی ممکن است، کلاک مرجع چندگانه باشند.

### کاهش اختلال و نویز
یک خاصیت مطلوب تمام پی‌ال‌ال این است که لبه‌های کلاک بازخورد و کلاک مرجع، در یک ریف خیلی نزدیک قرار می‌گیرند اختلاف متوسط کلاک بین فازهای دو سیگنال در زمانی که پی‌ال‌ال کلاک را به‌دست آورده فاز آفست ایستا (به انگلیسی: static phase offset) نامیده می‌شود. واریانس بین این دو فاز را لغزش ردیابی (به انگلیسی: tracking jitter) می‌نامند. فاز آفست ایستا باید صفر باشد و لغزش ردیابی نیز باید تا حد ممکن پایین باشد.
نویز فاز نوعی دیگر از اختلال است که در پی‌ال‌ال‌ها مشاهده می‌شود و بیشتر توسط سازه‌های تقویت‌کنندهٔ به کار رفته در مدار، به وجود می‌آید. بعضی تکنولوژی‌ها شناخته شده‌اند تا بهتر از دیگران در این زمینه، کار انجام دهیم. بهترین پی‌ال‌ال‌های دیجیتالی با سازه‌های منطقی امیتر کوپل شده (ECL) با هزینه مصرف بالا، ایجاد می‌شوند. برای پایین نگه داشتن نویز از در مدارهای پی‌ال‌ال، بهتر است تا از اشباع مدارهای منطقی مثل TTL یا CMOS اجتناب کنیم.
خاصیت مطلوب دیگر تمام پی‌ال‌ال‌ها این است که فاز و فرکانس ناشی از کلاک تولید شده، با تغییرات سریع ولتاژ تغذیه و خطوط زمین، تأثیری نخواهد داشت، و ولتاژ سابستریت که از روی آن مدارهای پی‌ال‌ال ساخته شده‌اند، (نیز با این تغییرات)، تأثیر نمی‌گیرند. این خاصیت را دفع نویز ورودی و سابستریت می‌نامند. هرچه میزان دفع نویز بیشتر باشد، بهتر است.

### دیگر کاربردها
موارد دیگر استفاده پی‌ال‌ال:
- سینتی‌سایزر فرکانس برای تنظیم دیجیتالی فرستنده گیرنده‌های رادیویی
- دمدولاسیون سیگنال‌های AM و FM
- بهبود سیگنال‌های کوچکی که بدون پی‌ال‌ال در نویز، کم می‌شود.
- بازیابی اطلاعات منبع کلاک از رشته اطلاعاتی مثل اطلاعات حاصله دیسک درایو
- ضرب کلاک در ریزپردازندههایی که به سازه پردازشگر داخلی اجازه می‌دهد تا سریعتر از ارتباطات خارجی حرکت کند، در حالی که ارتباطات کلاکی دقیق را حفظ می‌کند.
- دکودرهای DTMF، مودم‌ها و دیگر دکودرهای تُن، برای کنترل و ارتباطات از راه دور